# Oligonychus saccharinus
Oligonychus saccharinus är en spindeldjursart som beskrevs av Baker och Pritchard 1960. Oligonychus saccharinus ingår i släktet Oligonychus och familjen Tetranychidae. Inga underarter finns listade i Catalogue of Life.